# مقاطعة مولاي رشيد
مقاطعة مولاي رشيد هي أحد مقاطعات عمالة الدار البيضاء غرب المملكة المغربية. تضم مقاطعة مولاي رشيد أحياء مهمة للدار البيضاء و تأوي مقاطعة مولاي رشيد 207.624 نسمة (حسب الإحصاء الرسمي 2004).